# Grand Prix de Plumelec-Morbihan 2018
Il Grand Prix de Plumelec-Morbihan 2018, quarantaduesima edizione della corsa e valevole come evento dell'UCI Europe Tour 2018 categoria 1.1, si svolse il 26 maggio 2018 su un percorso di 182 km, con partenza e arrivo a Plumelec, in Francia. La vittoria fu appannaggio dell'italiano Andrea Pasqualon, il quale completò la gara in 4h27'42", alla media di 40,79 km/h, precedendo i francesi Julien Simon e Samuel Dumoulin.
Sul traguardo di Plumelec 97 ciclisti, su 110 partenti, portarono a termine la competizione.

## Squadre e corridori partecipanti
| N.    | Cod. | Squadra                       |
| ----- | ---- | ----------------------------- |
| 1-7   | ALM  | AG2R La Mondiale              |
| 11-17 | GFC  | Groupama-FDJ                  |
| 21-27 | CJR  | Caja Rural-Seguros RGA        |
| 31-37 | COF  | Cofidis, Solutions Crédits    |
| 41-47 | DMP  | Delko Marseille Provence KTM  |
| 51-57 | TDE  | Direct Énergie                |
| 61-67 | EUS  | Euskadi Basque Country-Murias |
| 71-77 | FST  | Team Fortuneo-Samsic          |

| N.      | Cod. | Squadra                    |
| ------- | ---- | -------------------------- |
| 81-87   | GAZ  | Gazprom-RusVelo            |
| 91-97   | VCC  | Vital Concept Cycling Club |
| 101-107 | WGG  | Wanty-Groupe Gobert        |
| 111-117 | AZT  | d'Amico Utensilnord        |
| 121-127 | CCD  | Team Differdange Losch     |
| 131-137 | RLM  | Roubaix Lille Métropole    |
| 141-147 | AUB  | St Michel-Auber 93         |
| 151-157 | FRA  | Francia                    |

## Ordine d'arrivo (Top 10)
| Pos. | Corridore         | Squadra    | Tempo    |
| ---- | ----------------- | ---------- | -------- |
| 1    | Andrea Pasqualon  | Wanty      | 4h27'42" |
| 2    | Julien Simon      | Cofidis    | s.t.     |
| 3    | Samuel Dumoulin   | AG2R       | s.t.     |
| 4    | Arthur Vichot     | Groupama   | s.t.     |
| 5    | Alexis Vuillermoz | AG2R       | s.t.     |
| 6    | Jesús Herrada     | Cofidis    | a 3"     |
| 7    | Garikoitz Bravo   | Euskadi    | a 10"    |
| 8    | Romain Hardy      | Fortuneo   | a 14"    |
| 9    | Sergej Firsanov   | Gazprom    | a 17"    |
| 10   | Jonathan Lastra   | Caja Rural | a 18"    |